# Mamadou Sangaré
Mamadou Sangaré, né le 26 juin 2002 à Bamako au Mali, est un footballeur international malien qui évolue au poste de milieu central au RC Lens.

## Biographie

### Carrière en club
Né à Bamako au Mali, Mamadou Sangaré est formé par le Yeelen Olympique, avant d'être transféré au RB Salzbourg en 2020, où il commence sa carrière professionnelle en prêt au FC Liefering en Championnat d'Autriche de deuxième division,.
Sangaré est ensuite prêté au Grazer AK lors de la saison 2021-22 puis au Zulte Waregem en 2022-23,. Mais c'est avec le TSV Hartberg qu'il va vraiment s'illustrer en Championnat d'Autriche,,, dès février 2023,,.
Après une saison et demie en prêt à Hartberg, Mamadou Sangaré est transféré au Rapid Vienne pour 700 000€ où il signe un contrat de quatre saisons. Contrairement à ce qui était prévu, son transfert à Vienne l'oblige à quitter le rassemblement de sa sélection en vue des jeux olympiques 2024,.

### Carrière en sélection
Déjà appelé avec les moins de 20 ans, Mamadou Sangaré est convoqué avec l'équipe du Mali des moins de 23 ans pour la Coupe d'Afrique des Nations en juin 2023, organisée au Maroc, où les Aigles terminent à la troisième place et se qualifient ainsi pour les Jeux olympiques de Paris,. Il figure dans l'équipe type de la compétition.
Le 31 août 2024, il est sélectionné pour la première fois en équipe A pour les qualifications à la CAN 2025.